# 東京都職員信用組合
東京都職員信用組合（とうきょうとしょくいんしんようくみあい）は、東京都新宿区西新宿に本店を置く、東京都および特別区の職員を対象とした職域信用組合である。

## 概要
略称は都職信。店舗は都庁内にある本店のみで支店網を持たない。

## 沿革
- 1921年（大正10年） - 当時の東京府・東京市の職員を対象とした職域組合として有限責任府市信用購買利用組合の名称で設立
- 1949年（昭和24年） - 中小企業等協同組合法施行により、東京都職員信用組合となる
- 2000年（平成12年） - 破綻した東京都教育信用組合の救済を要請され、事業譲渡を受ける。